# Cassandra Potter
Cassandra „Cassie“ Potter (* 30. Oktober 1981 in Bemidji, Minnesota; gebürtig Cassandra Johnson) ist eine US-amerikanische Curlerin. 2005 gewann sie bei den Weltmeisterschaften mit dem Team USA die Silbermedaille.
Potter wuchs in der Curling-begeisterten Kleinstadt Bemidji auf und kam im Alter von fünf Jahren zum Curling-Sport. Ihre ersten großen Erfolge konnte sie 1998 feiern, als sie die Junioren-Meisterschaft von Minnesota gewann und anschließend bei der Weltmeisterschaft der Juniorinnen teilnahm und unter Führung von Hope Schmitt den fünften Platz belegte. Vier Jahre später gelang ihr als Skip ihres Teams der internationale Durchbruch. Durch die US-Junioren-Meisterschaft qualifizierte sie sich mit ihrem Team auch für die Weltmeisterschaft 2002. Hier konnte Potter die erste Goldmedaille der Juniorinnen für die Vereinigten Staaten überhaupt gewinnen. Im darauffolgenden Jahr verlor sie das Finale gegen Kanada und wurde Vize-Weltmeisterin. 2005 führte sie die Damenmannschaft vom Bemidji Curling Club zur ersten nationalen Meisterschaft und der damit verbundenen Qualifikation für die Weltmeisterschaft und die Olympischen Spiele 2006 in Turin. Bei der Weltmeisterschaft belegte sie den zweiten Platz und musste sich erst im Finale dem schwedischen Team geschlagen geben. Nach fünf Niederlagen in den ersten sechs Begegnungen belegte Potter bei den Olympischen Winterspielen am Ende den achten Platz.

## Titel und Auszeichnungen (Auswahl)
- Vize-Weltmeisterin 2005
- Junioren-Weltmeisterin 2002
- Vize-Junioren-Weltmeisterin 2003
- Teilnahme bei den Olympischen Spielen 2006 (8. Platz)
- US-Meisterin 2005
- US-Junioren-Meisterin 2002, 2003

- Frances Brodie Award 2005
- WJCC All-Star, Skip 2005
- Curlerin des Jahres in den USA 2005
- Curling-Mannschaft des Jahres in den USA (Bemidji CC): 2002, 2005